# Römische Streitkräfte in Noricum

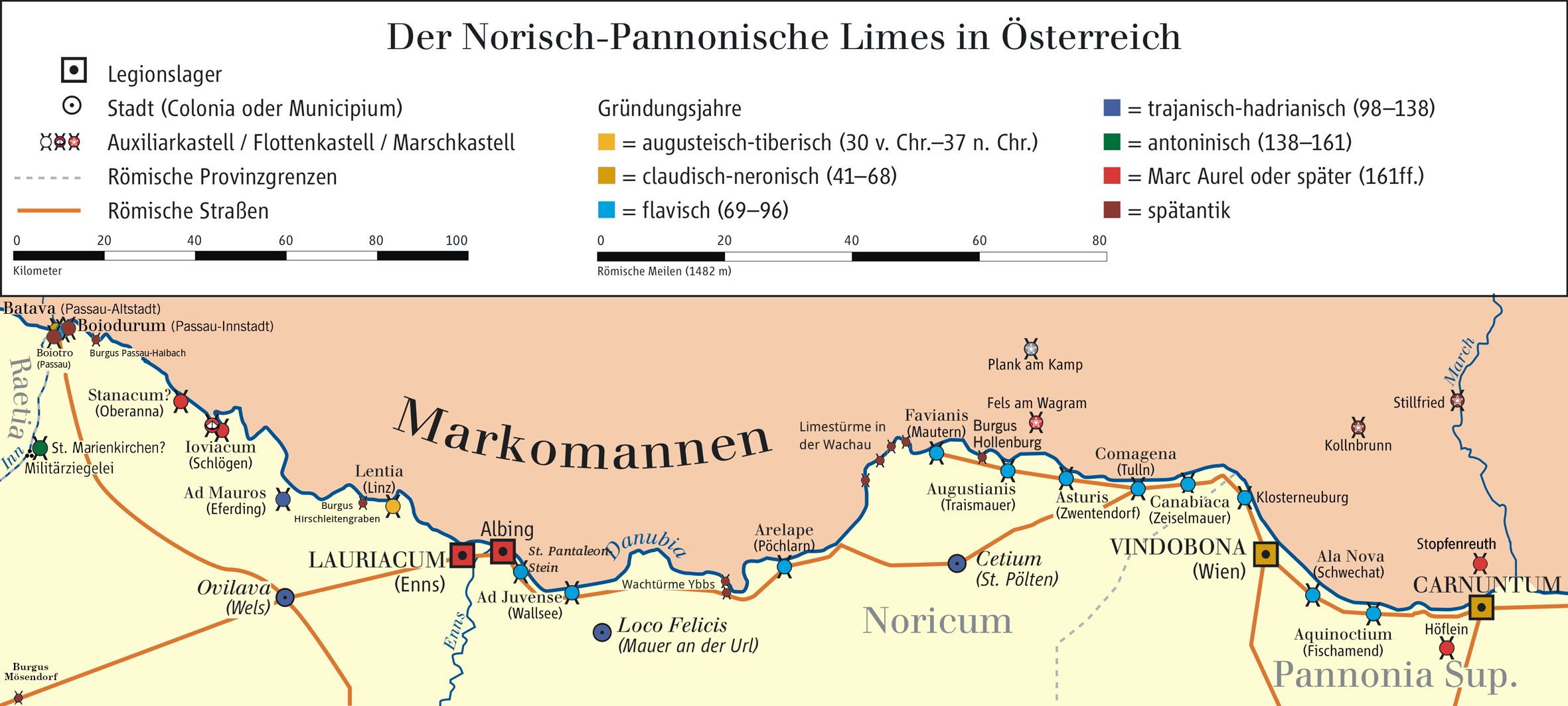
Der Limes in Noricum und Oberpannonien

Die Römischen Streitkräfte in Noricum (lateinisch exercitus Noricus) bestanden aus den in der römischen Provinz Noricum stationierten Legionen und Auxiliartruppen.

## Legionen
Die folgenden Legionen (oder Teile von ihnen) waren zu verschiedenen Zeiten in der Provinz Noricum stationiert:
- Legio II Italica: die Legion war nach den Markomannenkriegen zunächst im Legionslager Albing und danach in Lauriacum stationiert.
- Legio I Noricorum: die Legion wurde unter Diokletian (284–305) aufgestellt und war im Kastell Favianis stationiert.

## Auxiliartruppen
Tacitus gibt in seinen Historiae (Buch III, Kapitel 5) an, dass der exercitus Noricus im Jahr 69 n. Chr. aus einer Ala und acht Kohorten bestand.
Auf Militärdiplomen aus den Jahren 79 bis 157 n. Chr. werden vier Alae und acht Kohorten aufgeführt:
| - Ala I Augusta Thracum - Ala I Commagenorum - Ala I Pannoniorum Tampiana - Ala I Thracum Victrix | - Cohors I Aelia Brittonum - Cohors I Asturum - Cohors II Batavorum | - Cohors V Breucorum - Cohors I Flavia Brittonum - Cohors I Montanorum | - Cohors II Thracum - Cohors I Tungrorum |

## Notitia dignitatum (ca. 400 n. Chr.)
In der Notitia dignitatum werden unter dem Kommando des Dux Pannoniae Primae et Norici Ripensis unter anderem folgende Einheiten aufgeführt:
| - Legio II Italica | - Legio I Noricorum |